# 7280 Bergengruen
7280 Bergengruen (1988 RA3) là một tiểu hành tinh vành đai chính được phát hiện ngày 8 tháng 9 năm 1988 bởi Freimut Börngen ở Tautenburg.